# 地方行政計劃
地方行政計劃是香港1970年代香港政府在市區開始發展的計劃。此計劃的目的是透過民政處組成一個類似本來只在新界才有的溝通聯繫網絡。初時是協助推行清潔香港運動和撲滅暴力罪行運動而成立的撲滅罪行委員會。以樓宇為基礎並自行任命成員的組織有居民組成的互助委員會，以及由業主組成的業主立案法團，這些組織的主席共同參與分區委員會。分區委員會的主席又成為民政區委員會的成員。
1980年6月公布之地方行政模式綠皮書，政府建議香港劃分18區，每區設立區議會、政務處和地區管理委員會，代表每區有地方議會和地方行政機構，反映當時在各區擔任日趨發展的角色和推動市民參與區內事務。由1981年4月1日起，地區諮詢委員會依照政府所公佈地方行政白皮書的決定，改稱「區議會」。市區成立地區管理委員會及政務處，新界地區的理民府改為政務處和成立地區管理委員會。

## 另見
- 香港區議會
- 地方政府